# Order Wieży i Miecza
Order Wieży i Miecza (port. Ordem Militar da Torre e Espada), właśc. Order Wojskowy Wieży i Miecza, Męstwa, Wierności i Zasługi (Ordem Militar da Torre e Espada, do Valor, Lealdade e Mérito) – najwyższe portugalskie odznaczenie państwowe  ustanowione w 1459 przez króla Alfonsa V jako order rycerski.
Najważniejszym portugalskim orderem jest Wstęga Krzyża Wielkiego Trzech Orderów, która znajduje się poza aktualną listą precedencji odznaczeń, jako odznaczenie noszone wyłącznie przez urzędującego prezydenta.

## Historia i zasady nadawania

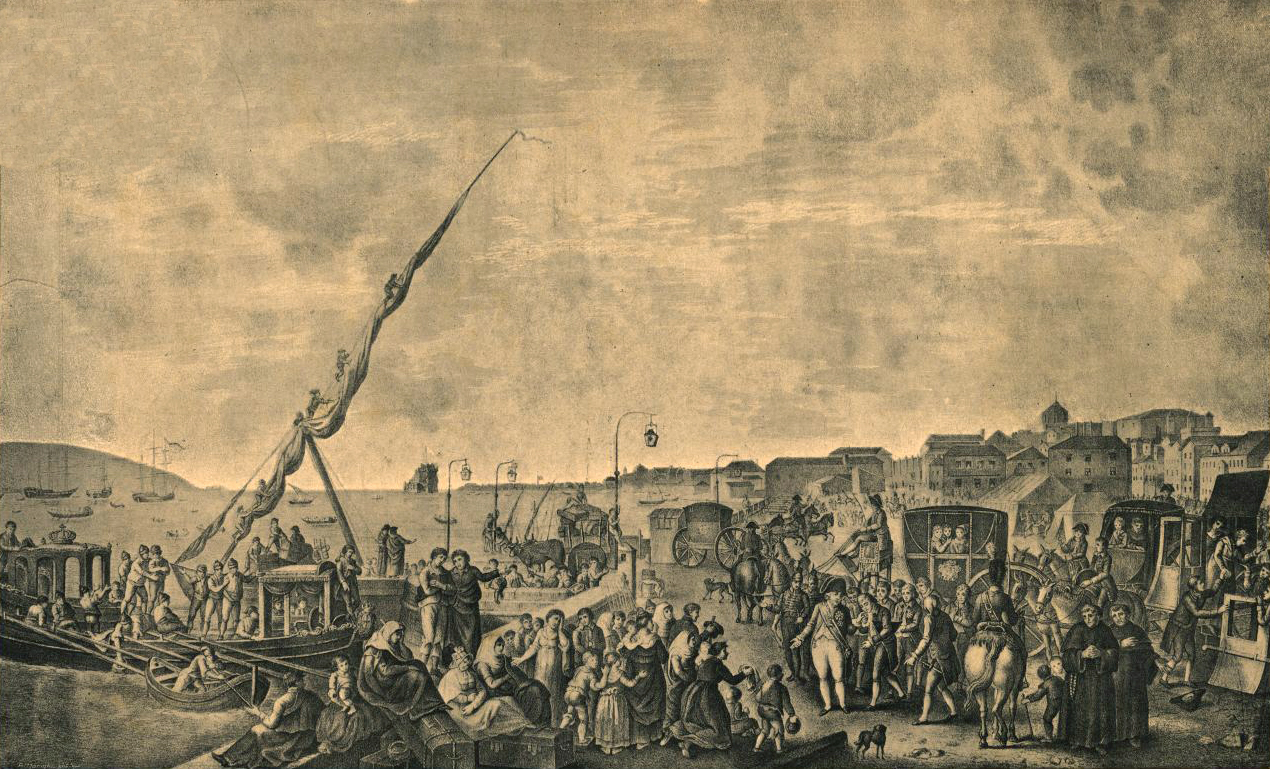
Rodzina królewska przygotowująca się do podróży do Brazylii – rycina Henry’ego L’Évêque’a

Order został ustanowiony w 1459 przez króla Portugalii Alfonsa V dla uhonorowania rycerzy, którzy zasłużyli się w podboju Afryki, a przede wszystkim w zdobyciu Arzilii i Tangeru. Niektórzy historycy kwestionują jego tak wczesne powstanie, albowiem nie zachowały się dowody, że w następnych wiekach był kiedykolwiek nadawany. Jednakże dokumenty dziewiętnastowieczne mówią o „wznowieniu” orderu, które nastąpiło 29 listopada 1808 na mocy dekretu wydanego w Rio de Janeiro przez regenta, księcia Jana, późniejszego króla Portugalii – Jana VI. Odznaczenie miało upamiętniać bezpieczne przeniesienie rodziny królewskiej do Brazylii (zaokrętowanie nastąpiło na kilka dni przed zajęciem Lizbony przez wojska napoleońskie). Przeznaczeniem orderu było nagradzanie zarówno Portugalczyków, jak i cudzoziemców za znaczące dokonania wojskowe, polityczne oraz cywilne. Wśród pierwszych odznaczonych byli członkowie dworu króla Wielkiej Brytanii Jerzego III, którzy dopomogli w morskiej przeprawie portugalskiego domu królewskiego do Brazylii, a nie mogli otrzymać innych ówczesnych odznaczeń portugalskich ze względu na wyznanie.
W 1832 Piotr I (jako książę Bragança) zmodyfikował order, dzieląc go na cztery klasy (Krzyż Wielki, Komandor, Oficer i Kawaler) i nadając mu nową nazwę: „Prastary i Wielce Zaszczytny Order Wieży i Miecza, Wierności i Zasługi” (Antiga e Muito Nobre Ordem da Torre e Espada, do Valor, Lealdade e Mérito). Od tego czasu odznaczenie było jeszcze kilkakrotnie modyfikowane (1896, 1917, 1918, 1939). Zgodnie z ustawą o portugalskich odznaczeniach państwowych (aktualizowaną w 2011), order jest nadawany „za wybitne zasługi w pełnieniu najwyższych funkcji państwowych lub wojskowych oraz znaczące osiągnięcia dokonane podczas służby wojskowej lub cywilnej, świadczące o bohaterstwie, bezinteresowności i poświęceniu dla kraju i ludzkości”. Nadającym odznaczenie jest urzędujący prezydent państwa, będący ex officio (z urzędu) Wielkim Mistrzem Orderu. Na zakończenie kadencji prezydent otrzymuje Wielki Łańcuch Orderu.
Według oficjalnej klasyfikacji portugalskich odznaczeń państwowych Wojskowy Order Wieży i Miecza – wraz z orderami: Chrystusa, Avis i  Świętego Jakuba od Miecza – należy do kategorii „Prastarych orderów wojskowych” (Antigas Ordens Militares).

## Stopnie orderu
Według ustawy państwowej z 2011 Ordem Militar da Torre e Espada, do Valor, Lealdade e Mérito dzieli się na sześć klas:
- Wielki Łańcuch (Grande-Colar)
- Krzyż Wielki (Grã-Cruz)
- Wielki Oficer (Grande-Oficial)
- Komandor (Comendador)
- Oficer (Oficial)
- Kawaler lub Dama (Cavaleiro, Dama)

## Insygnia
Odznakę orderu stanowi gwiazda o pięciu emaliowanych na biało ramionach w złotym obramowaniu, połączonych gałązkami dębu o zielonoemaliowanych liściach i złotych łodygach. Wierzchołki ramion są zakończone złotymi kulkami. Ponadto między dwoma górnymi ramionami znajduje się złota wieża. Na środku awersu gwiazdy umieszczony jest okrągły medalion o emaliowanym na biało polu. Znajduje się na nim wizerunek miecza spoczywającego na dębowym wieńcu. Wizerunek ów jest otoczony granatowym pierścieniem, na którym widnieje dewiza: „Valor Lealdade e Mérito” („Męstwo, Wierność i Zasługa”). Na środku rewersu medalionu umieszczony jest herb Portugalii, który otacza granatowy pierścień z napisem: „República Portuguesa”.
- Wielki Łańcuch – wielki łańcuch oraz oznaka zawieszona na wielkiej wstędze i złota gwiazda orderowa
- Krzyż Wielki – łańcuch (mniejszy) złoty oraz oznaka zawieszona na wielkiej wstędze i złota gwiazda orderowa
- Wielki Oficer – łańcuch (mniejszy) złoty i złota gwiazda orderowa
- Komandor – łańcuch (mniejszy) złoty i srebrna gwiazda orderowa
- Oficer – łańcuch (mniejszy) złoty i oznaka zawieszona na wstążce z rozetką
- Kawaler lub Dama – łańcuch (mniejszy) srebrny i oznaka zawieszona na wstążce

Rysunek oznaki orderu
Rysunek łańcucha (mniejszego, złotego) orderu
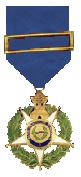
Insygnia orderu stopnia kawalerskiego

Wstążki orderu są koloru ciemnoniebieskiego. Wstążka stopnia oficerskiego odznaczenia jest uzupełniona rozetką oraz klamrą, która zdobi również wstążkę stopnia kawalerskiego orderu.

## Odznaczeni

### Obcokrajowcy w latach 1918–2008 (lista pełna)[7]
Wielki Łańcuch
- 1939 – Francisco Franco, hiszpańska głowa państwa
- 1973 – Emílio Garrastazu Médici, brazylijski prezydent
- 1993 – Elżbieta II, brytyjska królowa
- 2000 – Jan Karol I Burbon, hiszpański król

Krzyż Wielki
- 1918 – William Riddell Birdwood, brytyjski generał
- 1919 – Salvador Bermúdez de Castro, hiszpański dyplomata
- 1919 – Eduardo Dato e Iradier, hiszpański minister stanu
- 1920 – Manuel Estrada Cabrera, gwatemalski prezydent
- 1920 – Fuad I, egipski król
- 1921 – Armando Diaz, włoski generał
- 1921 – Joseph Joffre, francuski marszałek
- 1921 – Juan Luis Sanfuentes, chilijski prezydent
- 1922 – Baltasar Brum, urugwajski prezydent
- 1925 – Arturo Alessandri Palma, chilijski prezydent
- 1925 – Hailé Selassié, etiopski cesarz
- 1927 – Leopold III Koburg, belgijski król
- 1929 – Pietro Gasparri, włoski kardynał
- 1929 – Benito Mussolini, włoski premier
- 1929 – Miguel Primo de Rivera, hiszpański premier
- 1930 – Takamatsu, japoński książę
- 1931 – Józef Piłsudski, polski marszałek
- 1932 – Louis Hubert Gonzalve Lyautey, francuski marszałek
- 1933 – Szarlotta, luksemburska wielka księżna
- 1933 – Getúlio Vargas, brazylijski prezydent
- 1934 – Louis Barthou, francuski minister
- 1940 – Luigi Maglione, włoski kardynał
- 1943 – Francisco Gómez-Jordana Sousa, hiszpański generał
- 1946 – Jan Smuts, brytyjski marszałek
- 1946 – Karol Koburg, belgijski książę
- 1951 – Faruk I, egipski król
- 1951 – João Café Filho, brazylijski prezydent
- 1953 – Agustín Muñoz Grandes, hiszpański generał
- 1954 – Aleksandros Papagos, grecki generał
- 1955 – Filip, brytyjski książę
- 1956 – Juscelino Kubitschek de Oliveira, brazylijski prezydent
- 1963 – Konrad Adenauer, niemiecki kanclerz
- 1967 – Artur da Costa e Silva, brazylijski prezydent
- 1970 – Mario García Menocal, kubański prezydent
- 1970 – Jan Karol I Burbon, hiszpański król
- 1972 – Augusto Rademaker, brazylijski admirał
- 1985 – Tancredo Neves, brazylijski prezydent
- 1991 – Fernando Collor de Mello, brazylijski prezydent
- 2002 – Fernando Henrique Cardoso, brazylijski prezydent
- 2006 – Filip Burbon, hiszpański książę
- 2008 – Luiz Inácio Lula da Silva, brazylijski prezydent

Wielki Oficer
- 1919 – Maurice Duval, francuski generał
- 1919 – Charles Peshall Plunkett, amerykański kontradmirał
- 1919 – Edward Fitzherbert, brytyjski wiceadmirał
- 1996 – Filip Burbon, hiszpański książę

Komandor
- 1919 – Félix de Barros Cavalcanti de Lacerda, brazylijski ambasador
- 1919 – Edward Evans, brytyjski kapitan
- 1919 – Antoine Joseph Tracou, francuski wiceadmirał
- 1919 – Ferdinand-Jean-Jacques de Bon, francuski wiceadmirał
- 1919 – P.M.L. Bellinger, amerykański wojskowy
- 1919 – A.C. Read, amerykański wojskowy
- 1919 – John Henry Towers, amerykański komendant
- 1919 – Mário Travassos, brazylijski pułkownik

Oficer
- 1917 – Georges Guynemer, francuski kapitan
- 1918 – Toussaint Bonelli, francuski wojskowy
- 1918 – Robert Alexandre Emile Delteil, francuski komandor
- 1918 – Georges Guibert, francuski komandor podporucznik
- 1918 – A.T. Quarry, brytyjski wojskowy
- 1918 – Gervais de Lafond, francuski komandor podporucznik
- 1918 – Maurice Larrouy, francuski kapitan
- 1918 – William Dunlop, brytyjski wojskowy
- 1919 – Louis Juin, francuski wojskowy
- 1919 – André Clement Louis Batsal, francuski wojskowy
- 1919 – Antoine, francuski wojskowy
- 1919 – Robert Leullier, francuski wojskowy
- 1919 – Marc Mitscher, amerykański pilot
- 1919 – H.C. Richardson, amerykański wojskowy
- 1919 – Henry Brewster Percy Lion Kennedy, brytyjski wojskowy

Kawaler
- 1918 – A. Westegarth, holenderski wojskowy
- 1919 – François de Pierrefeu, francuski pilot marynarki
- 1919 – Maximilian C. Despard, namibijski wojskowy
- 1919 – Touch, francuski wojskowy
- 1919 – Robert Cayrol, francuski kapitan
- 1919 – Jean Chatain, francuski wojskowy
- 1919 – L.J. Barin, amerykański wojskowy
- 1919 – Mate E.S. Rhoades, amerykański wojskowy
- 1919 – H.C. Rodd, amerykański wojskowy
- 1919 – Moore, amerykański wojskowy
- 1919 – J.L.  Breese, amerykański wojskowy
- 1919 – R. Christiansen, amerykański wojskowy
- 1919 – D.M. Mc. Culloch, amerykański wojskowy
- 1919 – Walter Hinton, amerykański wojskowy
- 1919 – Clarence Irvin Kesler, amerykański wojskowy
- 1919 – R.A. Lavender, amerykański wojskowy
- 1919 – Fernando Rodríguez-Porrero y de Chávarri, hiszpański wojskowy
- 1919 – Euclides Chaves, brazylijski wojskowy
- 1919 – Albert de Percin, francuski major

### Portugalczycy w latach 1918–2008[8]
Wielki Łańcuch (lista pełna)
- 1986 – António dos Santos Ramalho Eanes, prezydent
- 1991 – Mário Alberto Nobre Lopes Soares, prezydent
- 2006 – Jorge Fernando Branco de Sampaio, prezydent

Krzyż Wielki (lista pełna)
- 1918 – Bernardino Luiz Machado Guimarães Machado, prezydent
- 1919 – José Mendes Ribeiro Norton de Matos, generał
- 1919 – Sebastião de Magalhães Lima, minister
- 1919 – António Xavier Correia Barreto, generał
- 1919 – Augusto Luis Vieira Soares, minister
- 1919 – António José de Almeida, prezydent
- 1919 – Alfonso Augusto da Costa, premier
- 1920 – António Maria Baptista, premier
- 1920 – Fernando Tamagnini de Abreu e Silva, generał
- 1920 – Tomás António Garcia Rosado, generał
- 1920 – Teófilo José da Trindade, generał
- 1922 – Carlos Viegas Gago Coutinho, wiceadmirał
- 1922 – Artur de Sacadura Freire Cabral, komandor porucznik
- 1923 – António Maria da Silva, premier
- 1926 – António Maria de Azevedo Machado Santos, wiceadmirał
- 1927 – José Carlos da Maia, minister
- 1928 – Abílio Augusto Valdez de Passos e Sousa, minister
- 1928 – José Vicente de Freitas, premier
- 1930 – João Belo, minister
- 1930 – José Estêvão de Morais Sarmento, generał
- 1931 – Domingos Augusto Alves da Costa Oliveira, premier
- 1932 – António de Oliveira Salazar, premier
- 1939 – João de Azevedo António Coutinho Fragoso Sequeira, minister
- 1949 – Fernando dos Santos Costa, minister
- 1966 – Alberto Marciano Gorjão Franco Nogueira, minister
- 1971 – Marcelo José das Neves Alves Caetano, premier
- 1985 – José de Azeredo Perdigão, członek Rady Państwa
- 1986 – Francisco Manuel Lumbrales de Sá Carneiro, premier
- 1987 – António Sebastião Ribeiro de Spínola, prezydent
- 1989 – José Lemos Ferreira, generał
- 1991 – Mário Firmino Miguel, generał
- 1994 – António da Silva Osório Soares Carneiro, generał
- 2000 – Gabriel Augusto do Espírito Santo, generał